# John Walker Lindh
John Phillip Walker Lindh (né le 9 février 1981) est un citoyen américain capturé en tant que combattant ennemi des États-Unis pendant l'invasion de l'Afghanistan en novembre 2001. Après avoir purgé une peine de prison de 17 ans aux États-Unis à partir de 2002, il a été relâché sous probation pour les trois années suivantes.

## Biographie
Converti à l'islam sunnite en Californie à l'âge de 16 ans, Lindh se rend au Yémen en 1998 pour étudier l'arabe et demeure 10 mois sur place. Il y retourne en 2000, puis se rend en Afghanistan pour soutenir les talibans. Il reçoit un entraînement dans un camp militaire situé à Al-Farouq, près de Kandahar. Au camp, il suit des formations données par Oussama ben Laden, chef d'al-Qaïda à cette époque. Après les attentats du 11 septembre 2001, il rejoint les forces militaires qui s'opposent au gouvernement afghan lorsqu'il apprend que les États-Unis collaborent avec l'Alliance du Nord. Lindh a également reçu un entraînement d'Harakat ul-Mujahidin, une organisation jugée terroriste par les États-Unis, dont la base se trouvait au Pakistan,.
John Walker Lindh a par la suite été capturé en tant que combattant ennemi des États-Unis pendant l'opération Enduring Freedom (invasion de l'Afghanistan) en novembre 2001. Il a été emprisonné à la forteresse de Qala-i-Jangi, en attente de son transfert vers les États-Unis pour y être jugé. Il participe à la mutinerie de Qala-e-Jangi, un violent affrontement entre, d'un côté, des prisonniers et des talibans et, de l'autre côté, les forces armées alliées pendant lequel au moins cinq cents prisonniers ont été tués. Jugé devant une cour fédérale des États-Unis en février 2002, Lindh plaide coupable à deux chefs d'accusations, ce qui lui vaut 20 ans de prison sans libération.
Lindh se faisait appeler Sulayman al-Faris pendant son temps en Afghanistan, mais préfère Abu Sulayman al-Irlandi en 2010. À la suite de sa capture, les médias américains ont préféré l’appeler « John Walker » puisqu'il est citoyen américain. Néanmoins, des médias le surnomment le « Taliban américain ».
John Walker Lindh a été libéré le 23 mai 2019 après 17 ans d'incarcération, pour bonne conduite, mais a dû accepter plusieurs restrictions de probation à cause de son soutien à l'idéologie islamiste. La probation s'applique pendant les trois années suivantes,.